# Corinto (ort i Honduras)
Corinto är en ort i Honduras.   Den ligger i departementet Departamento de Cortés, i den västra delen av landet, 210 km nordväst om huvudstaden Tegucigalpa. Corinto ligger 18 meter över havet och antalet invånare är 954.
Terrängen runt Corinto är varierad. Runt Corinto är det ganska glesbefolkat, med 48 invånare per kvadratkilometer. Närmaste större samhälle är Río Chiquito, 13,7 km öster om Corinto. 